# Albersdorf-Prebuch
Albersdorf-Prebuch osztrák község Stájerország Weizi járásában. 2018 januárjában 2037 lakosa volt. 

## Elhelyezkedése

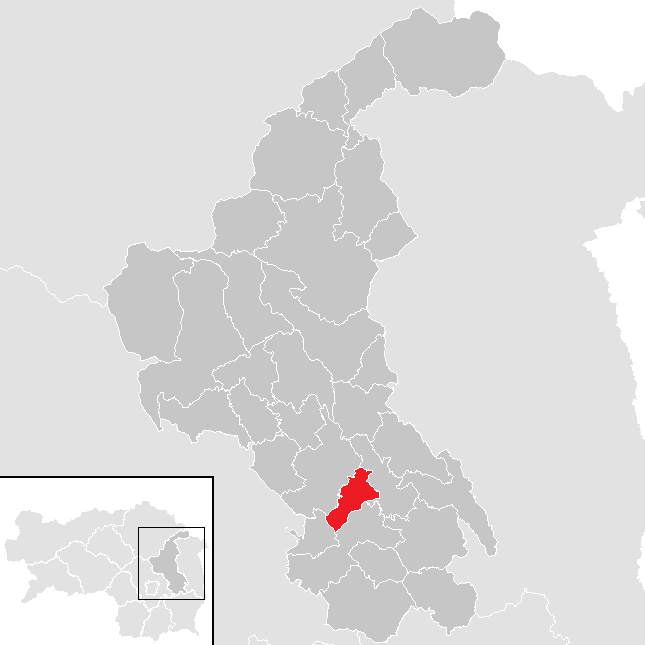
Albersdorf-Prebuch a Weizi járásban

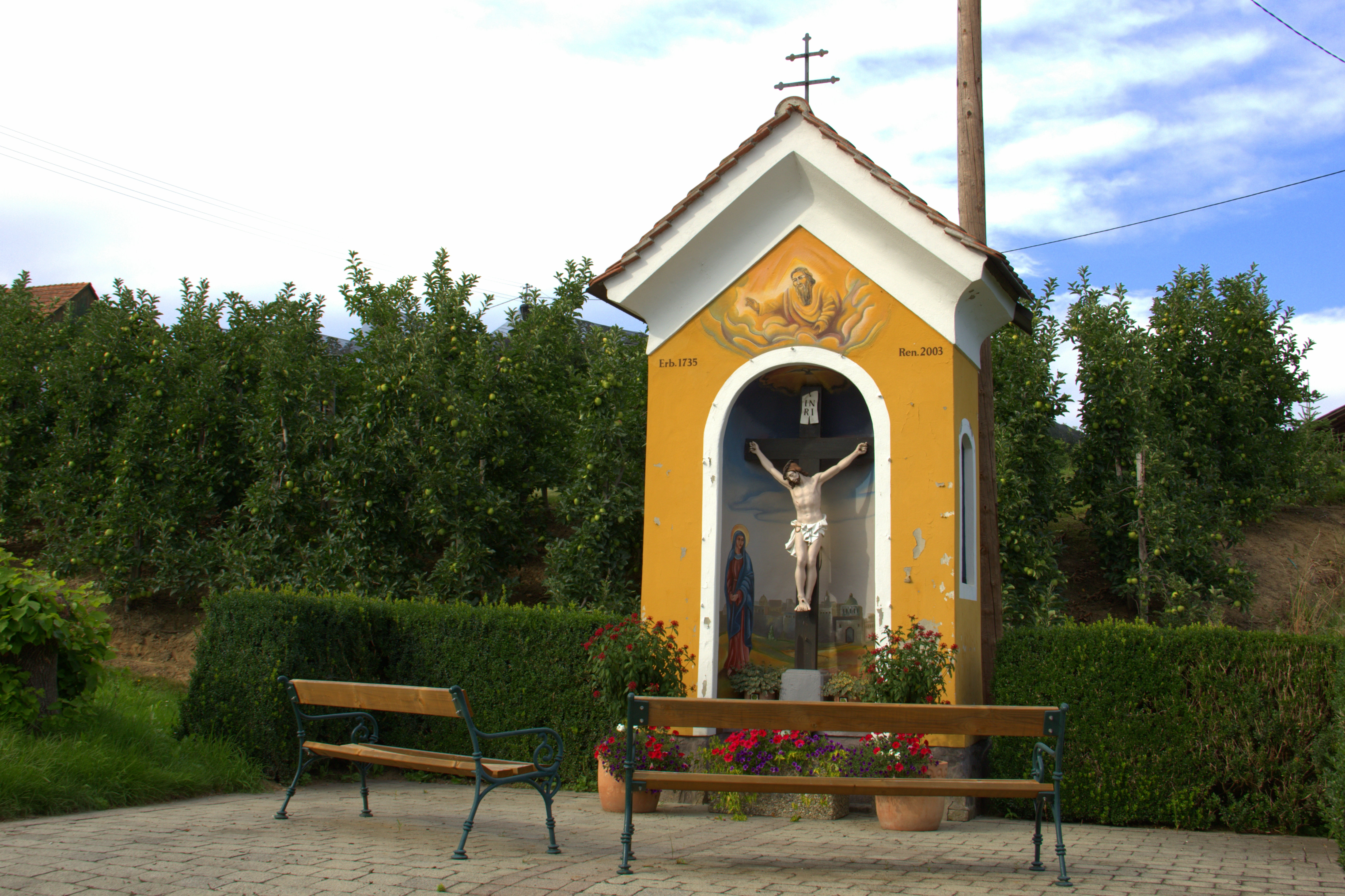
A kalchi feszület

Albersdorf-Prebuch a Kelet-stájerországi dombságon fekszik, a Rába mentén. Az önkormányzat 5 települést egyesít: Albersdorf (1172 lakos 2018-ban), Kalch (154), Postelgraben (141), Prebuch (437) és Wollsdorferegg (133).
A környező önkormányzatok: északkeletre Ilztal, délre Gleisdorf, délnyugatra Ludersdorf-Wilfersdorf, északnyugatra Sankt Ruprecht an der Raab.

## Története
Albersdorfot 1340-ben enlítik először. A falu a középkorban a gößi apátság birtoka volt. 
A mai önkormányzat 1968-ban alakult meg, Albersdorf és Prebuch községek egyesülésével.

## Lakosság
Az albersdorf-prebuchi önkormányzat területén 2018 januárjában 2037 fő élt. A lakosságszám 1923 óta gyarapodó tendenciát mutat. 2015-ben a helybeliek 94,9%-a volt osztrák állampolgár; a külföldiek közül 1,1% a régi (2004 előtti), 3,3% az új EU-tagállamokból érkezett. 2001-ben a lakosok 93,3%-a római katolikusnak, 1,2% evangélikusnak, 4% pedig felekezeten kívülinek vallotta magát.

## Látnivalók
- a postelgrabeni Szt. Rupert-kápolna
- műemléki védettségű feszület Kalchban

## Fordítás
- Ez a szócikk részben vagy egészben  az   Albersdorf-Prebuch című német Wikipédia-szócikk ezen változatának fordításán alapul.  Az eredeti cikk szerkesztőit annak laptörténete sorolja fel. Ez a jelzés csupán a megfogalmazás eredetét és a szerzői jogokat jelzi, nem szolgál a cikkben szereplő információk forrásmegjelöléseként.